# Пикалова, Дарья Сергеевна
Да́рья Серге́евна Пикалова (до замужества — Стука́лова; род. 22 августа 1994 года, Воронеж, Россия) — российская пловчиха — паралимпийка. Многократный призёр Паралимпийских игр 2012 в Лондоне, 7-кратная чемпионка мира, 7-кратная чемпионка Европы, трёхкратный серебряный призёр чемпионата Европы, многократная чемпионка России, заслуженный мастер спорта по плаванию среди спортсменов с нарушением зрения (2012).

## Биография
Родилась 22 августа 1994 года в Воронеже. Плаванием занимается с детства. В 2012 году окончила среднюю школу № 9 города Воронежа. Тренируется в ГБОУ ВО «СДЮСШОРИ» в городе Воронеже под руководством заслуженного тренера России Сергея Стукалова. На чемпионате мира по плаванию 2013 в Монреале выиграла пять золотых медалей и одну серебряную, была признана лучшей спортсменкой чемпионата. Принимала участие в воронежском этапе Эстафеты Олимпийского огня «Сочи 2014». Студентка[уточнить] ВГИФК.
С лета 2022 года Дарья занимается персональными и групповыми тренировками для взрослых и детей.

## Награды
- Медаль ордена «За заслуги перед Отечеством» II степени (10 сентября 2012) — за большой вклад в развитие физической культуры и спорта, высокие спортивные достижения на XIV Паралимпийских летних играх 2012 года в городе Лондоне (Великобритания)[10].
- Заслуженный мастер спорта России (2012)
- «Лучший спортсмен года» гор. Воронежа (2012)[11]
- Премия «Возвращение в жизнь» (2013)[12]